# Кичин, Геннадий Андреевич
Геннадий Андреевич Кичин (1926 — 01.03.1998) — машинист тепловоза локомотивного депо Тюмень Свердловской железной дороги. Почётный железнодорожник, Герой Социалистического Труда (04.05.1971).

## Биография
Геннадий Андреевич Кичин родился в 1926 году в городе Тюмень.
На железнодорожный транспорт пришел в 1943 году в возрасте 17 лет. В локомотивном депо станции Тюмень работал паровозным кочегаром, помощником машиниста, а через несколько лет стал водить поезда. Параллельно учился в школе рабочей молодежи, а затем окончил Омский институт инженеров железнодорожного транспорта (1970).
Геннадий Андреевич стал передовиком производства. Он одним из первых в депо освоил тепловоз ТЭ3, был в числе лидеров по экономии топлива. Позже Кичина назначили на должность заместителя начальника депо по эксплуатации. Затем избрали председателем профсоюзного комитета Тюменского отделения.
За годы работы на Свердловской железной дороге он многократно поощрялся руководством локомотивного депо Тюмень, Тюменского отделения, дороги, был ударником коммунистического труда.
В 1971 году Кичину присвоили звание почётного железнодорожника.
Выйдя на заслуженный отдых, Геннадий Андреевич с 1983 года до середины 1990-х руководил детской железной дорогой в Тюмени.
Избирался депутатом Областного совета и Верховного Совета СССР. Помогал избирателям в решении жилищных проблем, выделении мест детям в ясли и детские сады.
Был председателем городского совета ветеранов войны и труда.
Умер Геннадий Андреевич Кичин в 1998 году.

## Семья
- Был женат

## Награды
- Золотая медаль «Серп и Молот» (04 мая 1971);
- Орден Ленина (04 мая 1971).
- Медаль «За освоение недр и развитие нефтегазового комплекса Западной Сибири»
- Медаль «За трудовое отличие»
- Медаль «В ознаменование 100-летия со дня рождения Владимира Ильича Ленина» (6 апреля 1970)

## Память
- На фасаде административного здания депо Тюмень установлена мемориальная доска с его именем.
- Занесён посмертно в «Книгу почёта Тюмени» — символ чести и трудовой доблести, как создатель и начальник Тюменской детской железной дороги[4][5].